# Emmelie Prophète
Emmelie Prophète (Puerto Príncipe, 5 de junio de 1971) es una escritora y diplomática haitiana.
Estudió derecho y literatura moderna en la Universidad de Puerto Príncipe y comunicaciones en la Universidad Estatal de Jackson. Se ha desempeñado como agregado de embajada en Haití y en Ginebra, también ha presentado un programa de jazz en Radio-Haïti. Ha sido directora de la Dirección Nacional del Libro de Haití y de la Oficina haitiana de derecho de autor. En 2014, fue nombrada directora de la Biblioteca Nacional de Haití.
Ha colaborado en varias publicaciones periódicas como Chemins Critiques, Boutures, Cultura, La Nouvelle Revue Française y Le Nouvelliste.
Por su novela Le Testament des solitudes (2007) recibió el Prix littéraire des Caraïbes de la Asociación de escritores en lengua francesa.

## Obras seleccionadas
- Des marges à remplir, poesía (2000)
- Sur parure d’ombre, poesía (2004)
- Le Testament des solitudes, novela (2007)
- Le reste du temps, novela (2010)
- Impasse Dignité, novela (2012)
- Le désir est un visiteur silencieux, novela (2014)
- Le bout du monde est une fenêtre, novela (2015)